# Diplocladus oculicollis
Diplocladus oculicollis là một loài bọ cánh cứng trong họ Cleridae. Loài này được miêu tả khoa học đầu tiên năm 1885 bởi Fairmaire.